# Hoda Lattaf
Hoda Lattaf (Bordeaux, 31 agosto 1978) è un'ex calciatrice francese, di ruolo attaccante.
Nella sua ultradecennale carriera ha vestito principalmente la maglia del Montpellier, con il quale si è laureata due volte campionessa di Francia e con oltre 100 reti siglate e 150 presenze ha concluso l'attività agonistica, titoli ai quali si aggiungono i due ottenuti e la Coppa di Francia 2007-2008 tra il 2006 e il 2008 con l'Olympique Lione. Ha inoltre giocato con la nazionale francese nel periodo 1997-2007, inserita in rosa per le fasi finali di due europei e un mondiale, realizzando 30 reti su 109 presenze.

## Palmarès

### Club
- Campionato francese: 4

Montpellier: 2003-2004, 2004-2005
Olympique Lione: 2006-2007, 2007-2008
- Coppa di Francia: 1

Olympique Lione: 2007-2008